# Zoológico de Belfast
El Zoológico de Belfast (en inglés: Belfast Zoo) es un zoológico de Belfast, la capital de Irlanda del Norte, Reino Unido. Está situado en un lugar relativamente aislado en la ladera noreste de Cavehill, con vistas a la Carretera de Antrim, resultando en un ambiente único de tranquilidad para los animales por el que el zoológico es frecuentemente elogiado.
El Zoológico de Belfast es una de las principales atracciones pagadas por los visitantes en Irlanda del Norte, recibiendo más de 300.000 turistas al año. Situado en el norte de Belfast, del parque zoológico de 22 hectáreas es el hogar de más de 1.200 animales y 140 especies.
La mayoría de los animales de zoológico de Belfast están en peligro en su hábitat natural.